# Великий лісовий кабан
Велика лісова свиня (лат. Hylochoerus meinertzhageni) — вид родини свиней (Suidae), поширений в Західній і Центральній Африці.

## Особливості
Велика лісова свиня — найбільший представник родини. Її розміри сягають 190—280 см, висота в плечах — 112—150 см, а вага — 150—275 кг. Середня величина особин на сході ареалу більша, самці зазвичай значно більші за самок. Довга й жорстка шерсть, забарвлена в чорний колір, з віком починає випадати, через що темна шкіра виглядає голою. Впадає в очі велика голова з великим рилом і вираженими жовнами з боків, особливо в самців. Ікла сильні, але менші, ніж у бородавочника.

## Поширення
Великі лісові свині живуть в Африці, їхній ареал тягнеться від Гвінеї до Танзанії. Існують три географічно розділені популяції вздовж екватора. Західна популяція поширена від Гвінеї до Гани, центральноафриканська — в Камеруні і Республіці Конго, східна має великий ареал, що тягнеться від Демократичної Республіки Конго до Ефіопії і Танзанії. Середовищем їхнього проживання є насамперед тропічні ліси, іноді також деревні чи чагарникові савани.

## Поведінка
Великі лісові свині живуть в групах, які складаються зазвичай з одного самця, декількох самок і потомства різного віку. Ареал групи може охоплювати до 10 кв. км. Ареали різних груп можуть при цьому перетинатися. Самці стежать за безпекою групи та нападають на хижаків, таких як леопарди або плямисті гієни. Жертвами їхнього нападу можуть ставати іноді й люди. За роль ватажка групи між самцями можуть спалахувати жорстокі бої, при яких вони з великою швидкістю стикаються головами, що іноді призводить до пролому черепа одного із суперників.
Існують різні дані про години доби, протягом яких великі лісові свині активні. Деякі спостереження говорять про активність в денний час, проте інші результати досліджень говорять про те, що на пошуки їжі ці тварини відправляються в сутінках або вночі.

## Харчування
Великі лісові свині харчуються майже виключно рослинною їжею, надаючи перевагу травам і молодим пагонам певних чагарників. На відміну від інших свиней вони не розривають землю в пошуках коренів.

## Розмноження
Після п'ятимісячної вагітності самка народжує на світ від двох до чотирьох дитинчат. Перед народженням самка будує своєрідне лігво, а через тиждень після народження знову повертається в групу. У дев'яти тижневому віці дитинчата відвикають від молока матері, статева зрілість настає у віці 18 місяців.

## Великі лісові свині та люди

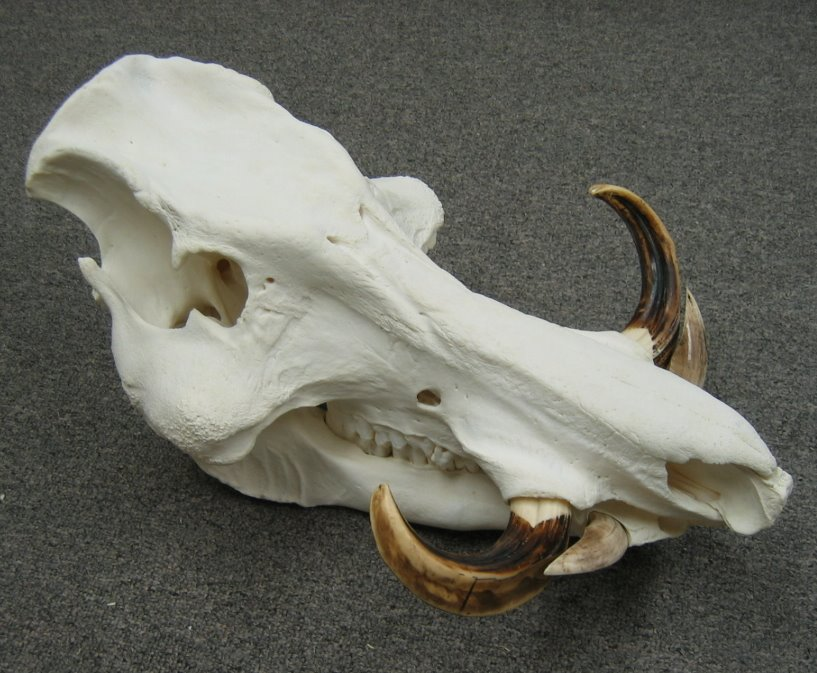
Череп великої лісової свині

Великі лісові свині стали відомі науці відносно пізно. Перше науковий опис цієї тварини був зроблений в 1904 році британським зоологом Олдфілдом Томасом. Біноміальний епітет виду був даний на честь британського офіцера і натураліста Річарда Майнерцхагена.
Наразі ареал великий лісової свині розбитий на безліч окремих територій, основними загрозами увазі є браконьєрство, мисливство та руйнування її сфери проживання. Тим не менше, вид незважаючи на скорочення популяції поки не оцінюється як загрозливий.
Спроби помістити великих лісових свиней в зоопарки поки не були успішними. У неволі ці тварини виживали лише недовго і не давали потомства. Бернард Гржимек припускав, що причиною є недостатні знання про харчування та інші життєві потреби цього виду. Наразі[коли?] одна самка міститься в зоопарку Сан-Дієго.
Серед жителів центральноафриканського регіону поширені різні забобони, пов'язані з великими лісовими свинями. Існує боязнь самців, які іноді нападають на людей.

## Систематика
У виду велика лісова свиня є три підвиди:
- Hylochoerus meinertzhageni meinertzhageni
- Hylochoerus meinertzhageni rimator
- Hylochoerus meinertzhageni ivoriensis